# Vertretung des Landes Sachsen-Anhalt beim Bund

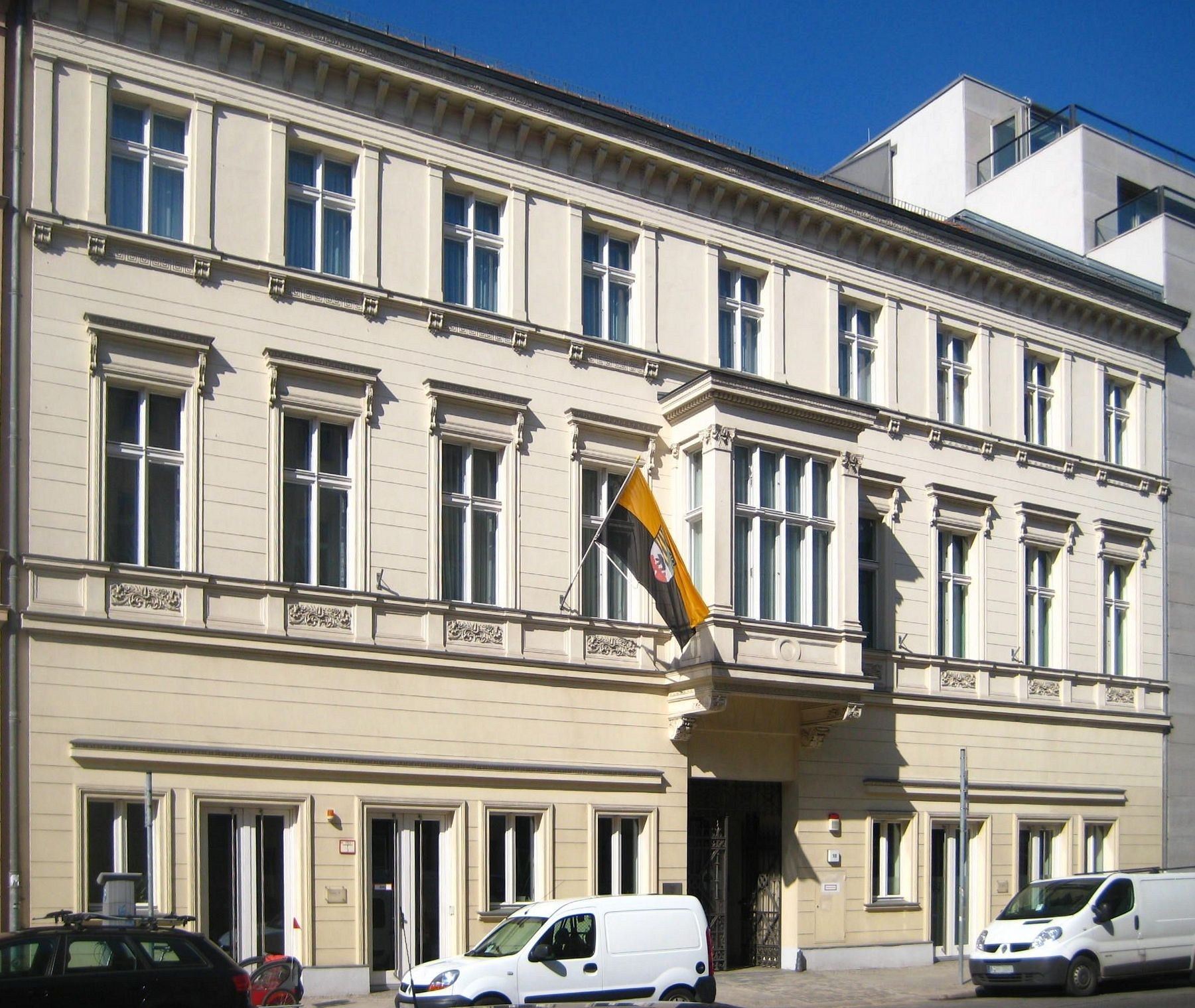
Landesvertretung Sachsen-Anhalt,
Luisenstraße 18

Die Vertretung des Landes Sachsen-Anhalt beim Bund vertritt als Landesvertretung die Interessen Sachsen-Anhalts auf Bundesebene. Sie hat ihren Sitz in der Luisenstraße 18 in der Friedrich-Wilhelm-Stadt im Berliner Ortsteil Mitte.

## Behörde
Leiter der Vertretung ist Staatssekretärin Simone Großner als Bevollmächtigte des Landes Sachsen-Anhalt beim Bund. Rechtlich-organisatorisch ist die Vertretung als Abteilung 5 ein Teil der Staatskanzlei des Landes Sachsen-Anhalt.

## Gebäude
Das Gebäude in der Luisenstraße 18 hat eine wechselvolle Geschichte. Das in der ersten Hälfte des 19. Jahrhunderts erbaute bürgerliche Wohnhaus wurde aus unbekannten Gründen Bülowsches Palais genannt.
Im Juni 1946 eröffnete die sowjetische Militäradministration in diesem Haus den Künstlerklub „Die Möwe“ (benannt nach dem Stück Die Möwe von Anton Tschechow). Bertolt Brecht und Helene Weigel wohnten eine Zeitlang im Seitenflügel, Künstler wie Yves Montand, Sophia Loren, Klaus Kinski waren Gäste. 1968 wurde das Haus zum Zentralen Klub der Gewerkschaft Kunst „Die Möwe“. Hier fanden zahlreiche Ausstellungen, literarische, Theater- und Filmveranstaltungen für die Öffentlichkeit statt. In den 1980er Jahren hatte das Haus jährlich bis zu 70.000 Gäste in etwa 250 Veranstaltungen. In den Räumen befand sich eine Theaterbibliothek mit 55.000 Bänden und mehr als 100.000 Programmheften.
Nach der Wende wurde Die Möwe wegen Geldmangels geschlossen. Die Hamburgische Landesbank erwarb das Gebäude 1995 mit dem Ziel, hier die hamburgische Landesvertretung unterzubringen. Sie verkaufte es jedoch 1998 weiter an das Land Sachsen-Anhalt. Für Kauf und Erneuerung des Gebäudes gab das Bundesland 21,7 Mio. Euro aus. Dabei wurde es um einen Anbau erweitert. Mit dem Kauf des Grundstücks setzte sich auch ein parlamentarischer Untersuchungsausschuss im Landtag von Sachsen-Anhalt auseinander.
Auf der gegenüberliegenden Straßenseite befindet sich unter der Hausnummer 39 die Mori-Ōgai-Gedenkstätte. 

## Bevollmächtigte des Landes Sachsen-Anhalt beim Bund
- 1991–1993: Hans-Jürgen Kaesler, Minister für Bundes- und Europaangelegenheiten
- 1994–2002: Werner Ballhausen, Staatssekretär
- 2002–2022: Michael Schneider, Staatssekretär
- seit 2022: Simone Großner, Staatssekretärin